# غابة

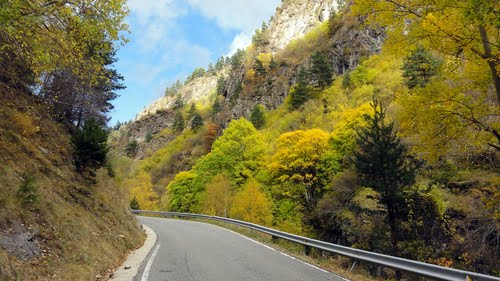
غابة المزار بالأردن.

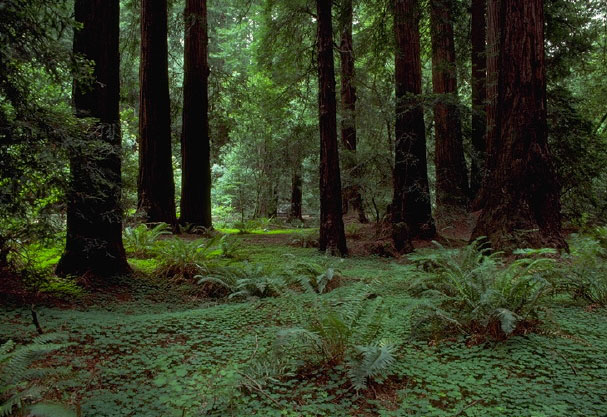
غابات كاليفورنيا

الغابة أو الحرجة (الجمع: غَابَات) هي فضاء مختلف التضاريس من جبال وسهول أو منخفضات.
وتتضمّنُ الأشجار أساسًا والشجيرات والأعشاب، والطحالب والفطريات وأنواعًا حيوانية. وتختلف الأشجار في انتشارها، وكثافتها، وحجمها ونوعها حسب المناخ، والتربة، وخطوط العرض، والارتفاع وموارد المياه.

## أهمية الغابات
لا تقتصر الغابات على كونها غطاءً شاسعًا أخضر لكنّ لها مغزىً اقتصاديًا وصناعيًا، كما أنها تمنع تدهور التربة وتآكلها، وتحمي ينابيع المياه، وتحافظ على استقرار الجبال. تساهم الغابة في تنظيم حلقات الماء، وبالنتح تلطف الجو؛ وتضمن هواء نقيًّا بامتصاص co2 وطرح o2 فتقلل من الاحتباس الحراري، تعمل على صدّ الرياح، وحماية التربة من الانجراف، وتوفر الغابات مواطن الكثير من النباتات، والحيوانات التي لا تستطيع العيش إلا فيها.
تحول الغابة الطاقة الشمسية إلى طاقة متجددة مكدسة على شكل خشب دون جهد الإنسان. حيث يستعمل الخشب منذ القدم لما له من قيمة اقتصادية. فالجذوع تستعمل لصناعة الأثاث والمنازل، أما الأغصان التي لها قطر حوالي 2 سم تستعمل على شكل فحم وذلك لحاجيّات منزلية كالتدفئة، والطهي، وأفران الخبز التقليدية التي ترافقها انبعاثات غازية أقل من الوقود الأحفوري.
الغابة ليست مصدرًا اقتصاديًا فقط بل هي تراث طبيعي في المعالم السياحية، فهي مكان ترفيهي ومقصد للسياح لممارسة عادات وتقاليد تختلف باختلاف الشعوب منها الشواء، والتدفئة، وجني الفطريات، والصيد والاستجمام ؛ وبحكم مشروعية الاحتطاب العقلاني يجوز ممارسة هذه العادات داخل الغابة.
كما تحد من تأثير المدافئ الخضراء والتي تساهم في الاحتباس الحراري في العالم. وعلى الرغم من أهمية الغابات، فما زالت التقارير تشير إلى التدهور المستمر في هذه المساحة الشاسعة، حيث أقرت الإحصائيات بأن نسبة الغابات التي تعرضت للتدهور وصلت إلى نصف مساحتها وخاصة خلال العقودالثلاثة الأخيرة.
في الفترة ما بين عام 1990 - 1995 وصلت نسبة الفاقد منها إلى حوالي 112,600 كم² سنوياً والمساحات المتبقية منها صغيرة - ولكن الغابات الحدودية (التي تقع على الحدود) ما زالت تلعب دوراً كبيراً في البقاء على حياة الغابات، وفي الحفاظ على التنوع البيولوجى لكنها مهددة أيضاً بالانقراض ويرجع ذلك لأسباب اقتصادية لتحقيق النمو المستمر لاقتصاد الدول، والاستهلاك المتزايد لها. تأثير غازات المدافئ الخضراء، ومتطلبات التوسع السكاني. بالإضافة إلى السياسات الخاطئة المتبعة من قبل الحكومات لتسكين الأفراد وإقامة المبانى هناك بدلاً من تشجيع السياحة في هذه المناطق الخلابة.
| الغابــات الحدوديــة | النسبة  |
| --- | ------- |
| مساحة الغابات على الكرة الأرضية بوصفها غابات حدودية                                                                       | %40     |
| المساحة الباقية في العالم من الغابات الحدودية والتي توجد في روسيا وكندا والبرازيل                                         | %70     |
| نسبة الغابات الحدودية المهددة بإقامة أماكن للسكن، ونزع الغطاء النباتى من أجل الزراعة والممارسات البشرية الأخرى الضارة بها | %39     |
| نسبة الغابات الحدودية المهددة بالخطر في الدول المتقدمة                                                                    | %3      |
| عدد الدول التي فقدت غاباتها الحدودية بشكل كلى                                                                             | 76 دولة |
| عدد الدول التي على وشك أن تفقد غاباتها الحدودية ومنها على سبيل المثـال (نيجيريا - فنلندا - فيتنام - ساحل العاج)           | 11 دولة |
| نسبة مساحة الغابات التي تقع في المناطق الشمالية                                                                           | %50     |
| نسبة مساحة الغابات الحدودية التي تقع خارج المنطقة الشمالية ومهددة بالفعل                                                  | %75     |

## التأثير الدولي

### تأثر الدول المتقدمة
تزداد المساحة الإجمالية للغابات في الدول المتقدمة وان كان ذلك بيطء لكنها في ازدياد، وعلى الجانب الآخر ما زالت حالتها متدهورة وخاصة في أوروبا حيث تعانى الغابات من تلوث الهواء، والتقلبات الجوية والجفاف. وفي خلال العشرين عاماً الأخيرة فقد حوالي 100,020 هكتاراً من الغابات في أوروبا الوسطى والشرقية، وقد فازت كندا بالنصيب الأكبر في عملية التدهور هذه إذ وصلت نسبتها إلى 40% في بعض مقاطعاتها والسبب الرئيسى اقتلاع أنواع النباتات المختلفة

### تأثر الدول النامية
وتعدد أسباب تدهور حالات الغابات في البلدان النامية ومنها:
- اقتلاع أنواع عديدة من النباتات والأشجار.
- الاعتماد على خشب الأشجار في كثير من الصناعات.
- رعى الماشية على الثروة الغابية.
- اشتعال الحرائق.
- انتشار الآفات.
- انتشار الأمراض.
- تدهور الحالة الاقتصادية للبلدان.

## أنواع الغابات
الغابات متنوعة منها الاستوائية - المدارية - المعتدلة - الشمالية.
الغابات الاستوائية النسبة الكبيرة منها إذا لم تكن معظمها تقع في الدول النامية، وبدأت في الاختفاء (بمعدل 70,000 - 170,000 كم² سنوياً). وترتبط حالة التدهور بالأحوال الاقتصادية الحالية والتزايد السكانى. والاحتياجات المتزايدة للحصول على مساحات أوسع وأرحب لتواكب النمو السكانى، والضغط على المواد الطبيعية الموجودة في الصحراء أدى إلى استغلالها بشكل سيئ لكن الأمر المثير للفزع أن إمكانية استعادة مثل هذه الغابات أصعب بكثير من محاولة استعادة الغابات الشمالية والمعتدلة على الرغم من أن الأخيرة لا تحتوي على التنوع البيولوجي مثل الغابات الاستوائية، لذلك فالصعوبة تنشأ من هنا لأن فقد مثل هذه الغابات يعني فقد الثروة النباتية والحيوانية.
والصورة ليست جرداء لهذا الحد، ولكن يوجد جانباً مشرقاً فيها حيث إن إجمالي المساحات المزروعة للغابات على مستوى العالم في تزايد مستمر، وإن كان تنوعها محدوداً لا يتعدى نوعاً أو أكثر قليلاً، فقد تم اختيارهذه النباتات لنموها السريع، وللأغراض التجارية وسهولة التعامل معها. وقد تضاعفت في الفترة ما بين 1980 - 1995 في كلا من الدول المتقدمة والنامية لتصل إلى حوالي 160 - 180 مليون هكتاراً في عام 1995، وهناك مساعي من جانب الدول النامية بأن تضاعف هذه المساحة في الفترة ما بين 1995 - 2010
ترتبط هذه الزيادة بمدى التغير الذي يتم إحرازه في برامج إدارة الغابات، ونظم الاعتناء بالأشجار وتحسين السلالات، وهذا يساهم بدوره في التخفيف من الضغط الذي يحدث على الحياة النباتية في الصحراء. وإدخال أنواع نباتية على الغابات الطبيعية له فوائد كثيرة، على الرغم من المخاوف أن تحل هذه الأنواع المستحدثة محل الأنواع الطبيعية التي حبى الله بها صحارينا:
- 1- كلما تم زراعة أشجار من نفس النوع والعمر فهذا يعطى للحياة النباتية مقاومة كبيرة ضد التهديدات البيئية.
- 2- كما أن التنـوع لـه فائدتـه إذا أصـاب مرض ما نوع معيــن، أو آفة أو عند التعرض لحرائـق يكـون هنــاك التعويض المقابل لذلك.
- 3- كلما كـان هنـاك تنوع في النباتات التي تزرع فوق سطح تربة زاد غناء هذه التربة بالمواد المغذية التي تفيدهـا، كمـا تزيد فرص تواجـد الثروة الحيوانية التي تتغذى على أنواع متعددة من الغطاء النباتى، وبالتالى انتعاش الحياة الاقتصادية بوجه عام.

حرائق الغابات ويمكن وصفها بأنها من أخطر المشاكل التي تواجهها البيئة بلا منازع، ويكون السبب الرئيسي فيها هو المناخ الجاف، وقد تستمر هذه الحرائق لأشهر ليست لأيام فقط وينجم عنها العديد من المخاطر وخاصة لانبعاث غاز أول أكسيد الكربون السام.

### عوامل نشوب الحرائق
وهناك عاملان أساسيان في نشوب مثل هذه الحرائق عوامل طبيعية لا دخل للإنسان فيها، وعوامل بشرية يكون الإنسان هو بطلها؛ ومن أشهر الأمثلة على العوامل البشرية تلك الحرائق التي تشب في إندونيسيا في جزيرتي "بورنيو " وسومطرة" ما بين عامي 1997 - 1998. وانبعث من هذه الحرائق غازات سامة غطت مساحة كبيرة من منطقة جنوب شرق آسيا مما نتج عنه ظهور مشاكل صحية وبيئية، وقد نشبت الحرائق في حوالي 808 موقعاً تم تحديدها بصور الأقمار الصناعية وقدرت المساحة التي دمرتها الحرائق بحوالي 456,000 هكتاراً (45,600 كم²). ويرجع السبب الأساسي وراء هذه الحرائق تحويل إنتاج هذه الغابات من خلال إحلال زراعة النخيل لإنتاج الزيوت.
ناهيك عن الخسارة الفادحة للأخشاب والثروة النباتية والحيوانية والبشرية لأن الغازات السامة لهذه الحرائق تمتد إلى البلدان المجاورة ولا تقف عند حدود دولة بعينها. ومن الأمثلة الأخرى لحرائق الغابات تلك الحرائق التي نشبت في البرازيل عام 1998 والتي قضت على ما يفوق على المليون هكتاراً من غابات السفانا وقد عانت المكسيك أيضاً من الجفاف على مدار سبعين عاماً كما أدى إلى نشوب الحرائق لتقضى على حوالي 3,000 م² من الأرض وانتشار دخانها إلى جنوب الولايات المتحدة الأمريكية.
وربما يعتقد أنَّ حرائق الغابات ليست إلا كارثة لا تحويها إلا الجوانب السلبية.. بينما في الحقيقة حرائق الغابات لها الكثير من الفوائد نذكر منها:
- هناك اعتقاد بأن الأرض والحيوانات تحفظ بإخماد حرائق الغابات.
- لقد اكتشف أنّ الحرائق هي الطريق الطبيعي لنمو بعض النباتات.
- الحرائق هي السبب لتحلل المواد العضوية بسرعة أكبر.
- الحرائق عامل مساعد لنمو كثير من النباتات.
- كثير من النباتات تعتمد على الحرائق لمساعدتهم على التكاثر.
- بعض أشجار الصنوبر تحوي أقماعاً تُفتح عند حدوث الحرائق، وإذا لم تُفتح لا تُوزَّع البذور.
- حرائق الغابات تقوم بتنظيف ” تطهير ” الغابة من المواد الميتة والمتحللة.
- تعتبر مصدراً هاماً للمعادن والمواد الخام.
ويمكننا وصف حرائق الغابات بأنها أعظم كارثة بيئية لهذا العقد، وكارثة أجيال لا تستطيع إتخاذ أية إجراءات وقائية بعيداً عن السياسات والحكومات، ولكن عليها أن تدفع الثمن وتتحمل العواقب.

## الحفاظ على الغابات

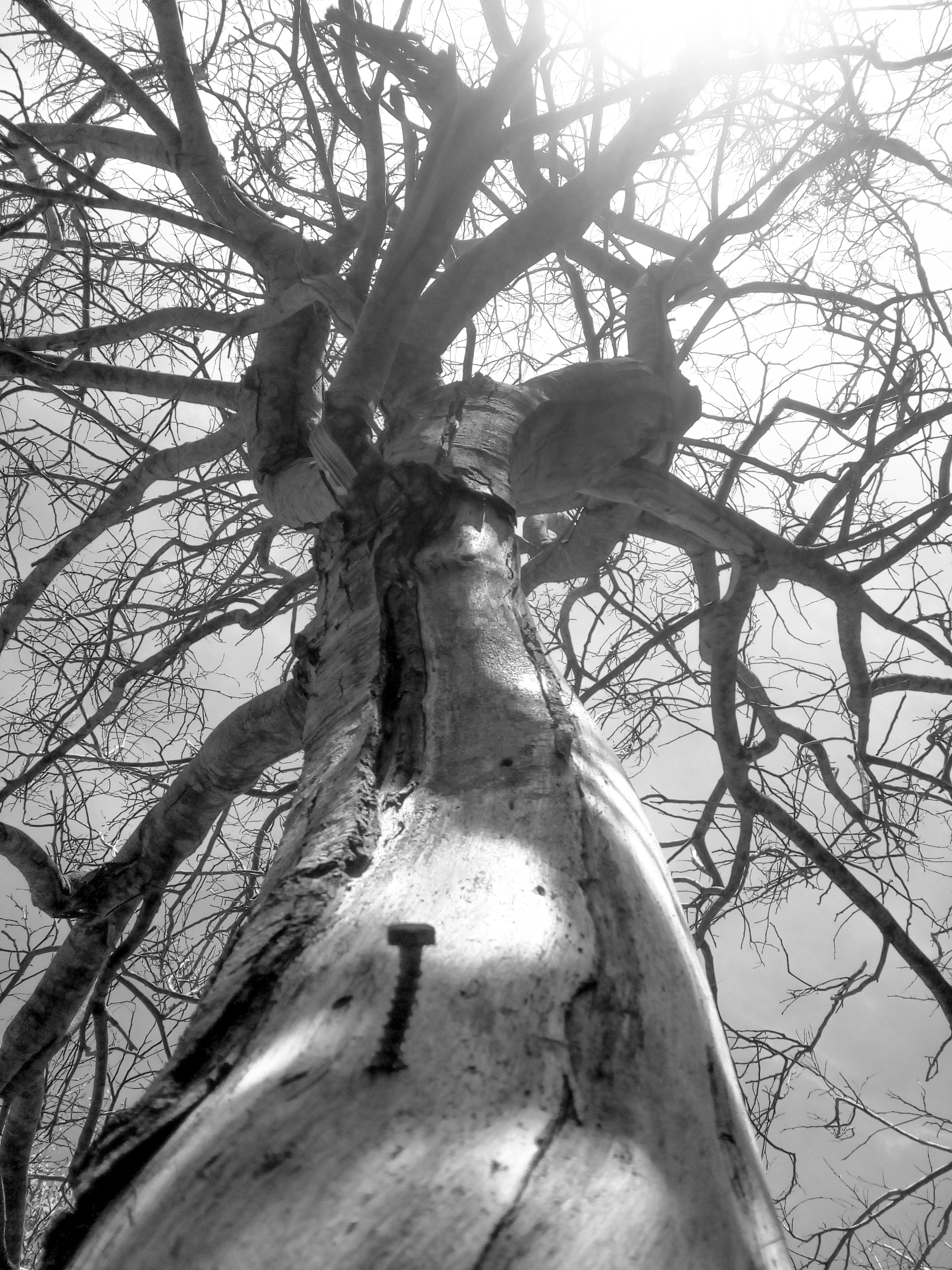
شجرة أوكاليبتوس ميتة

تعاني الغابات الطبيعية في العالم من عمليات إبادة وقطع جائر نتج من توسع العمران وزحف المدينة إلى الريف ما يسبب تضرر البيئة وفقدان التوازن البيئي للكرة الأرضية والتوازن الطبيعي للغطاء النباتي. ومن الضروري العناية بالنباتات والأشجار وتعويض ما يفقد منها وذلك منعا للتصحر وزحف أو توسع الصحراء على حساب الرقعة الخضراء.

### أنواع الأشجار
ولغرض توفير بقع خضراء وغابات صناعية يجب اختيار النبات المناسب للظروف البيئة التي سيزرع بها؛ فالأشجار والنباتات يمكن تقسيمها كما يلي:
1. الأشجار والنباتات المتحملة لدرجات الحرارة العالية.
2. الأشجار والنباتات المتحملة لدرجات الحرارة المنخفضة.
3. الأشجار والنباتات المتحملة للتقلبات الجوية والرياح.
4. الأشجار والنباتات المتحملة للرياح البحرية والملوحة بالقرب من سواحل البحار.
5. الأشجار والنباتات المقاومة للأدخنة والغبار.
6. الأشجار والنباتات المقاومة للجفاف والعطش.

## اقرأ أيضاً
- الغابات الاستوائية
- الغابات المطيرة
- غابة مستنقعات
- شجرة تولي
- غابة بدائية
- الجلح